# Park Narodowy Silhouette
Park Narodowy Silhouette (ang. Silhouette National Park) – park narodowy utworzony i oficjalnie otwarty 7 sierpnia 2010 przez prezydenta kraju Jamesa Michela. Obszar chroniony stanowi 93% powierzchni wyspy Silhouette, trzeciej co do wielkości granitowej wyspy w grupie wysp wewnętrznych archipelagu Seszeli. Ideą utworzenia parku była ochrona ginącego gatunku nietoperzy z rodziny upiorowatych i przywrócenie na wyspę żółwi olbrzymich.